# Сан Кјафредо (Кунео)
Сан Кјафредо је насеље у Италији у округу Кунео, региону Пијемонт.
Према процени из 2011. у насељу је живело 839 становника. Насеље се налази на надморској висини од 495 м.